# Neuendorf am Damm
Neuendorf am Damm is een plaats en voormalige gemeente in de Duitse deelstaat Saksen-Anhalt, en maakt deel uit van de Landkreis Altmarkkreis Salzwedel.
Neuendorf am Damm telt 248 inwoners.